# لحناشة (سيدي حجاج واد حصار)
لحناشة هي إحدى مشيخات المملكة المغربية، تتبع جغرافيا لإقليم مديونة وإداريًا لسيدي حجاج واد حصار. يقدر عدد سكانها بـ 2664 نسمة حسب الإحصاء الرسمي للسكان والسكنى لسنة 2004.